# Kyöpelinvuori
Kyöpelinvuori (Fins voor geestenberg) is een plaats in de Finse mythologie waar de jonge maagden zich verzamelen als ze gestorven zijn. Deze komt overeen met Blockula (in modern Zweeds Blåkulla) van de Zweedse mythologie. 
Kyöpelinvuori is ook bekend in Finland in verband met Pasen. Er wordt gezegd dat het de verblijfplaats (berg) is van heksen die met zwarte katten op bezems vliegen. De heksen verlaten het gebied alleen tijdens Pasen om bij kinderen te spoken. 